# Cantón Junín
Junín  es  un  cantón  de  la provincia de  Manabí en Ecuador;  tiene una  población de 26.942 habitantes.Este cantón es considerado como un yacimiento de historia, lo que se debe a los frecuentes  hallazgos  de  vestigios  arqueológicos, como los que ocurrieron en el año 1998, en   Balsa Tumbada y el Salado. 
El primer  Presidente del  cabildo fue el abogado Plutarco García Saltos. Su alcalde actual para       el período 2023-2027 es el Dr. Jonas Intriago Ganchozo. 
El  28  de  octubre de 1883,   por decreto  del General Eloy Alfaro  Delgado, erigió a Junín como parroquia de  Rocafuerte  así  se  comprueba  con  documentos  que  reposan  en  los  archivos legislativos.  A  partir de  esa fecha,  se dio una etapa de transición de la cual surgió el interés de Portoviejo por la zona y buscó anexar a la joven parroquia a su jurisdicción cantonal, hasta que lo consiguió por decreto legislativo del 19 de septiembre de 1887. El 13 de octubre de 1914 Bolívar obtuvo su cantonización, con lo que la parroquia de Junín pasó como parroquia Bolivarense. Desde sus inicios descollaron mentes lucidas de jóvenes que empezaban  ha  participar en política, entre los cuales figuraron Rafael Giler Intriago y Manuel del Jesús Saltos Solórzano como los concejales fundadores  del  cantón  Bolívar;  luego  el  señor  Francisco Daza Zambrano como Presidente del mismo Cantón. Durante este periodo se destacó en el plano político-social,  Don  Arquímedes Giler Mendoza, un prominente  ciudadano  juninense,  poseedor de haciendas ganaderas, que lo hacían gozar del aprecio de personas de importancia en la política de la provincia y el país. Don Francisco Bravo, quien tenía un amplio conocimiento sobre la problemática en el sector agrícola y ganadero del Cantón, y que constantemente asesoraba y brindaba ayuda para quienes se dedicaban a estas actividades.(2)   
El auge socioeconómico de la parroquia Junín era innegable, y se hacía imprescindible la solicitud para ejecutar su cantonización, que pronto fue impulsada por su hijo, el señor Luis Ramón Loor Saltos cuando ejercía por la  voluntad de  los manabitas  como  Diputado en el H. Congreso Nacional, siendo  el día 8  de  noviembre de  1952, que por  Decreto  Legislativo se instituyo como cantón  el  mismo  que  fue  ejecutoriado  por  el  eximio  estadista  Dr.  José María Velasco  Ibarra Presidente Constitucional del Ecuador. gracias a las vibrantes gestiones personales del diputado de ese entonces y su hijo ilustre Don Luis Ramón Loor Saltos; quien llegaría por tres períodos a ser su presidente municipal. 
El Dr. Carlos Abel Morales Locke, recién graduado de médico, decide migrar hacia Junín en 1950 con verdadera vocación de servicio, como él lo decía; la medicina es la ocasión de servicio social, pudo combatir varias epidemias desde la salud y por sus servicios llegó a tener más de 2000 ahijados. Hoy, el centro de salud (PISMA) que él fundó y la plaza cívica en la cabecera cantonal llevan su nombre en agradecimiento por sus años de servicio.
Dentro de sus gobernantes han pasado políticos importantes que de alguna manera  han contribuido al engrandecimiento del  Cantón.  Como Don Francisco  Daza Zambrano, Don Manuel Daza Palacios,  Dr. Carlos Abel Morales Locke,  Profesor Galo Bravo,  Don Urbano Mendoza,  Dr. Manuel Morales Loor.
Tiene gran variedad de gastronomía. Sus principales producto de exportación es el aguardiente y todos los derivados de la caña de azúcar.

## Extensión y límites
Junín tiene una extensión de 246 km². Sus límites son:
- Al norte con los cantones Tosagua y Bolívar.
- Al sur con el Cantón Portoviejo
- Al este con el cantón Bolívar.
- Al oeste con los cantones Tosagua, Rocafuerte y Portoviejo.

## División política
Junín tiene dos parroquias:

### Parroquia urbana
- Junín

### Parroquia rural
- Pechichal